# Chat Noir (Oslo)

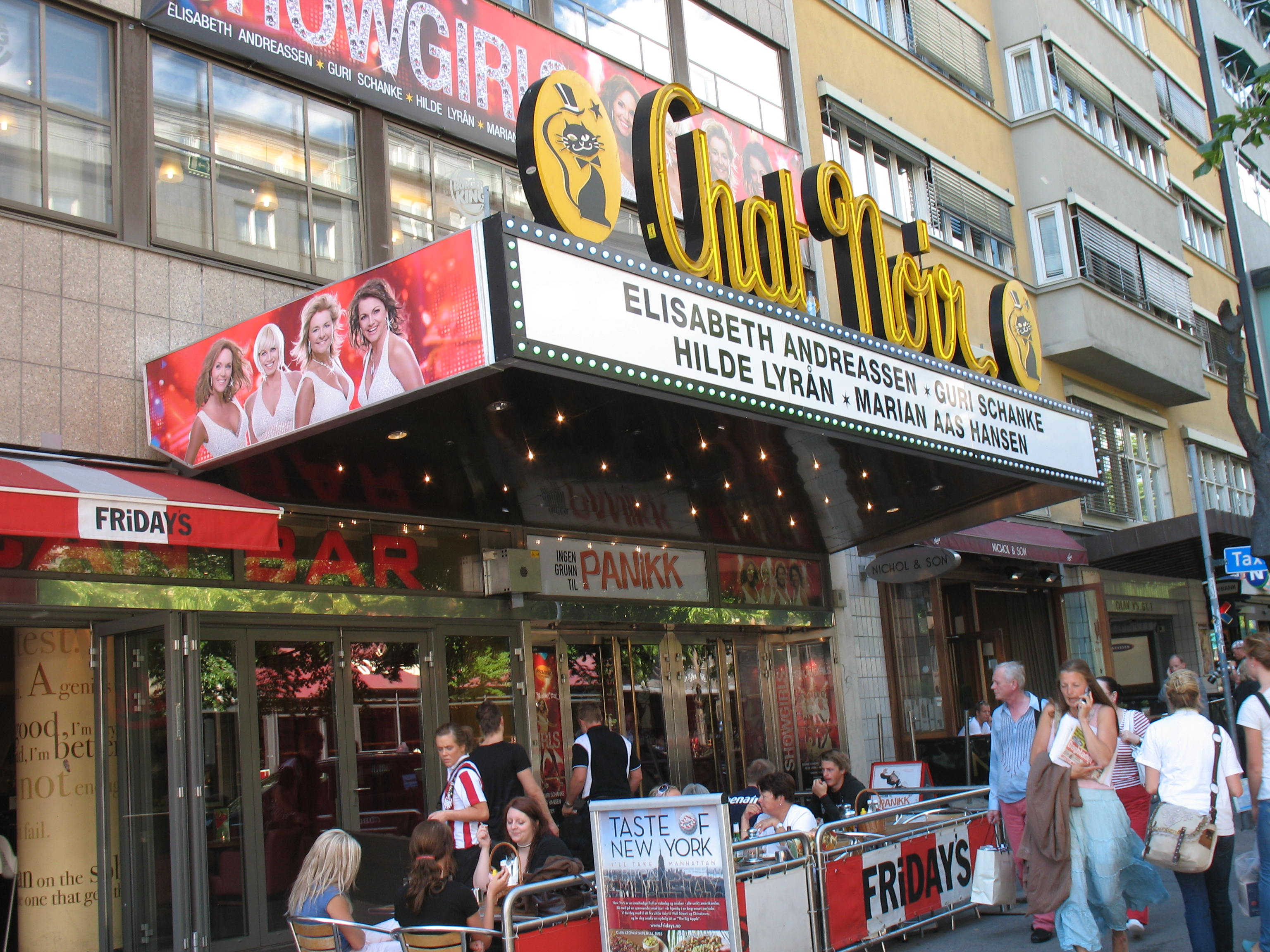
Chat Noir i juni 2007

Chat Noir är en revyteater i Oslo som grundades 1912 i den sedermera rivna Tivolibyggnaden på Stortinggata. Sedan 1937 finns den på Klingenberggata 5. Teatern tog sitt namn efter Le Chat Noir, en kabaré i Paris som var verksam 1881–1897.